# Суркін Микола Прокопович
Микола Прокопович Суркін (1910, село Маїс, тепер Нікольського району Пензенської області, Російська Федерація — ?) — український радянський діяч, голова Кримського раднаргоспу, 2-й секретар Кримського обкому КПУ. Депутат Верховної Ради УРСР 4—6-го скликань. Член Ревізійної Комісії КПУ в 1956—1966 р.

## Біографія
Освіта вища. У 1935 закінчив Ленінградський політехнічний інститут за спеціальністю інженер-металург.
У 1935—1936 роках — інженер-дослідник чорних металів Харківського тракторного заводу. У 1936—1941 роках — змінний майстер, старший майстер, начальник термічного цеху Харківського електромеханічного заводу.
Член ВКП(б) з 1939 року.
У 1941—1946 роках — у Червоній армії, учасник німецько-радянської війни: начальник відділу озброєння головного артилерійського складу боєприпасів 38-ї армії Південно-Західного фронту; начальник відділу озброєнь фронтового польового артилерійського складу боєприпасів № 2051 Сталінградського, Південно-Західного, Донського, Центрального фронтів; помічник начальника фронтового польового артилерійського складу боєприпасів № 1400 Центрального та 1-го Білоруського фронтів.
У 1946—1949 роках — начальник виробництва, секретар комітету КП(б)У Харківського електромеханічного заводу.
У 1949—1950 роках — виконувач обов'язки голови, голова виконавчого комітету Московської районної ради депутатів трудящих міста Харкова.
У 1950 — жовтні 1954 року — 1-й секретар Сталінського районного комітету КП(б)У міста Харкова.
З жовтня по грудень 1954 року працював інспектором ЦК КПУ.
У грудні (затв.) 1954 — квітні 1960 року — 2-й секретар Кримського обласного комітету КПУ.
У травні 1960 — грудні 1962 року — голова Ради народного господарства Кримського економічного адміністративного району (раднаргоспу).
11 січня 1963 — листопад (оф. 4 грудня) 1964 року — 1-й секретар Кримського промислового обласного комітету КПУ.
У листопаді 1964 — грудні 1965 року — інспектор ЦК КПУ.
25 грудня 1965 — 29 серпня 1969 року — секретар Кіровоградського обласного комітету КПУ.
З серпня 1969 року — на пенсії.

## Звання
- інженер-капітан
- інженер-майор

## Нагороди
- два ордени Вітчизняної війни 2-го ст. (25.03.1945, 6.11.1985)
- орден Червоної Зірки (18.06.1944)
- ордени
- медалі